# Структура Української повстанської армії

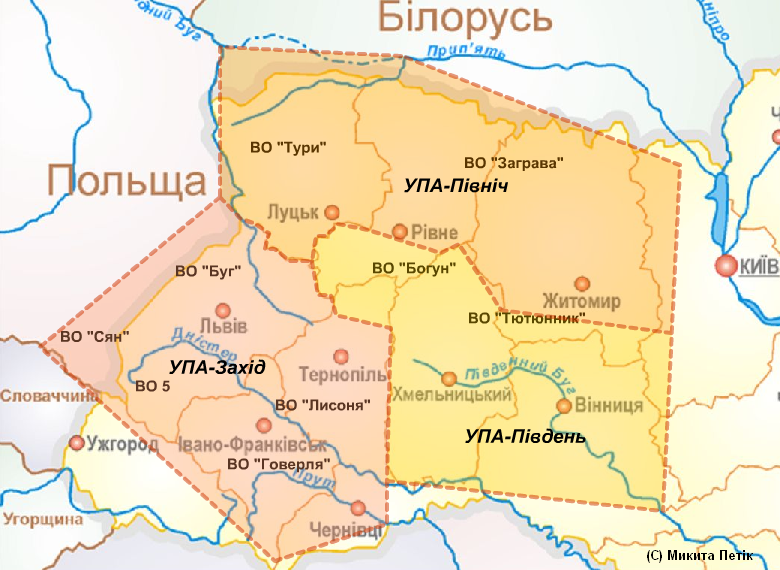
Територіальна структура УПА, 1944 рік

Територіально УПА ділилася на чотири частини:
- УПА-Північ (Волинська, Рівненська і частина Житомирської та Київської областей);
- УПА-Захід (Дрогобицька, Львівська, Тернопільська, Івано-Франківська та частини Закарпатської і Чернівецької областей), з окремою воєнною округою «Сян» (Перемищина, Холмщина, Лемківщина, Надсяння);
- УПА-Південь (територія Вінницької і Хмельницької областей, північна частина Тернопільської та південна Рівненської областей).
- УПА-Схід (частини Київської і Чернігівської областей), частково сформована, окремого командування для УПА-Схід не створено. На цьому терені діяли лише поодинокі повстанські частини.

Групи ділилися на воєнні округи, а округи на тактичні відтинки (сотні).
Територіальні штаби УПА і деяких куренів та загонів мали такі відділи: оперативний, розвідчий, вишкільний, політично-виховний, організаційно-персональний і тиловий. До тилового відділу належали інтендантура й Український Червоний Хрест (голова Катерина Зарицька) з медичним персоналом, що, ясна річ, не був винятково українським. Командування загонів мали таку структуру: командир, бунчужний, політітичний-вихователь, санітар (деколи лікар), начальник розвідки й польової жандармерії. У куренях іноді були і капелани.
Комплектування загонів відбувалося на добровільних засадах, проте на початку фахівців було мобілізовано. Щоб доповнити старшинські кадри, організовано вишкільні курси: існували старшинська школа «Дружинники» з шестимісячною програмою, курси санітарів, медсестер, мінерів, політвихователів, адміністраторів.
Тактичною одиницею УПА був загін — сотня або курінь. Організаційно-штатна структура сотні передбачала 150–200 вояків; проте зазвичай сотні були неповні. Загони озброєно легкою піхотною зброєю, включаючи станкові кулемети, фаустпатрони й протитанкові рушниці, а подекуди й легкі гармати. Уже за перших місяців радянської окупації було здійснено перехід до дій меншими загонами, щоб збільшити маневреність й полегшити забезпечення провізією.
Спершу в УПА існували лише функціональні ранги: курінний(комбат), сотенний(ротний), чотовий(взводний), ройовий. Згодом, ухвалою УГВР, введено підстаршинські звання: старший стрілець, вістун, булавний, старший булавний; — і старшинські: хорунжий, поручник, сотник, майор, полковник, генерал. Звання генерала мали Роман Шухевич (Т. Чупринка) і шеф генерального штабу Дмитро Грицай (Перебийніс), звання полковника — їх наступники на цих постах: Василь Кук (Коваль) і Олекса Гасин (Лицар), а також командувачі УПА-Захід та УПА-Південь: Василь Сидор (Шелест), Омелян Грабець (Батько), перший головнокомандувач УПА Дмитро Клячківський та інші.
Зброю та уніформу УПА здобувала як трофей або купувала на чорному ринку. В УПА існувала тільки піхота, за винятком початків УПА, коли були й кавалерійські частини та артилерія. У сотнях, як правило, були два кулемети і 8—10 автоматів, гвинтівки та пістолети-кулемети. Зброя була німецького, радянського, угорського, польського, чеського і румунського виробництва.
За перші роки радянської окупації УПА провела кілька великих політичних і збройних акцій, спрямованих проти примусової мобілізації до радянської армії, переслідування Церкви, вивозу населення. У лютому 1946 була проведена антивиборча акція, а згодом — протидія примусовій колективізації. У цих акціях УПА нападала на відділення НКВС, звільняла політичних в'язнів, вбивала колаборантів. Було поширено підпільну літературу, влаштовувано пропагандистські збори населення. У 1947 здійснено частковий розпуск загонів УПА і включено їх у збройне підпілля, іншим доручено «легалізуватися». Оперативними одиницями УПА, замість сотень і куренів стали рої(відділення) й чоти(взводи).